# Incendios forestales en California de 2018
Los incendios forestales en California en 2018 fueron considerados unos de los más destructivos jamás registrados en este estado. Durante 2018, un total de 7.579 incendios quemaron un área de 6.749,57 km², la mayor área quemada registrada en una temporada de incendios en California, según el Departamento Forestal y de Incendios de California y el Centro Nacional de Incendios Interagentes, a partir del 11 de noviembre. Los incendios causaron más de US$ 2,975 mil millones (USD 2018) en daños, incluyendo US$ 1.366 mil millones en costes de extinción de incendios. Hasta el final de agosto de 2018, la agencia de bomberos Cal Fire gastó US$ 432 millones en operaciones. El Complejo de Fuego de Mendocino quemó más de 1.860 km², convirtiéndose en el mayor incendio de la historia del estado, con el Ranch Fire complex superando Thomas Fire y Santiago Canyon Fire de 1889.
De mediados de julio hasta agosto de 2018, una serie de grandes incendios forestales comenzaron en California, principalmente en la parte norte del estado, incluyendo el destructivo Carr Fire y el Complejo Fuego Mendocino. En 4 de agosto de 2018, se declaró la emergencia nacional en el norte de California, debido a los enormes incendios forestales que se desarrollaban allí. En noviembre de 2018, el viento Föhn provocó una nueva oleada de grandes incendios en todo el estado. Esta nueva ola de incendios incluyó Camp Fire, que destruyó más de 6.700 edificios y se convirtió en el incendio más destructivo de la historia de California.

## Razones del fuego
Muchos factores llevaron en 2018 a esta temporada de incendios en California tan devastadora.  En la época prehistórica de California (antes de 1800), anualmente los fuegos forestales consumían entre 1.8 y 4.8 millones de hectáreas, esto es, entre el 4.5% y el 12% del área del actual Estado. La combinación de un aumento de la cantidad de combustible natural y de las condiciones atmosféricas agravadas por el calentamiento del planeta resultó en una serie de incendios destructivos en 2018.
Sin embargo, hay quienes se oponen a esta razón, como el presidente, Donald Trump, que hizo un llamamiento para talar árboles para evitar la propagación del fuego (también hay que cortar los árboles para que el fuego no se esparza!) ".
Una de las causas directas de los incendios forestales es un aumento de los árboles muertos que son usados como combustible. En diciembre de 2017, se registraron un total de 129 millones de árboles muertos en California.
Noah Diffenbaugh, profesor de la Universidad de Stanford y especialista de la ciencia del sistema terrestre, dijo que las condiciones atmosféricas de los incendios en California se espera que empeoren en el futuro debido a los efectos de las alteraciones climáticas. Otros especialistas concuerdan que el calentamiento global es responsable por esas condiciones meteorológicas extremas. El calentamiento del planeta ha llevado la temperaturas más elevadas y menos lluvia, creando un paisaje más seco, lo que permitió que los incendios tengan más combustible para arder por más tiempo y con mayor intensidad.
Además de eso, el norte de California y el valle céntrico experimentaron un aumento drástico de la polución del aire en la zona de los fuegos, el mes de agosto.

## Muertes
Hasta el 18 de noviembre de 2018, 94 personas murieron a causa de los incendios, siendo estos civiles y bomberos. Hubo también, hasta el momento, varios heridos, estos sin peligro de muerte y 196 desaparecidos.

## Galería de imágenes

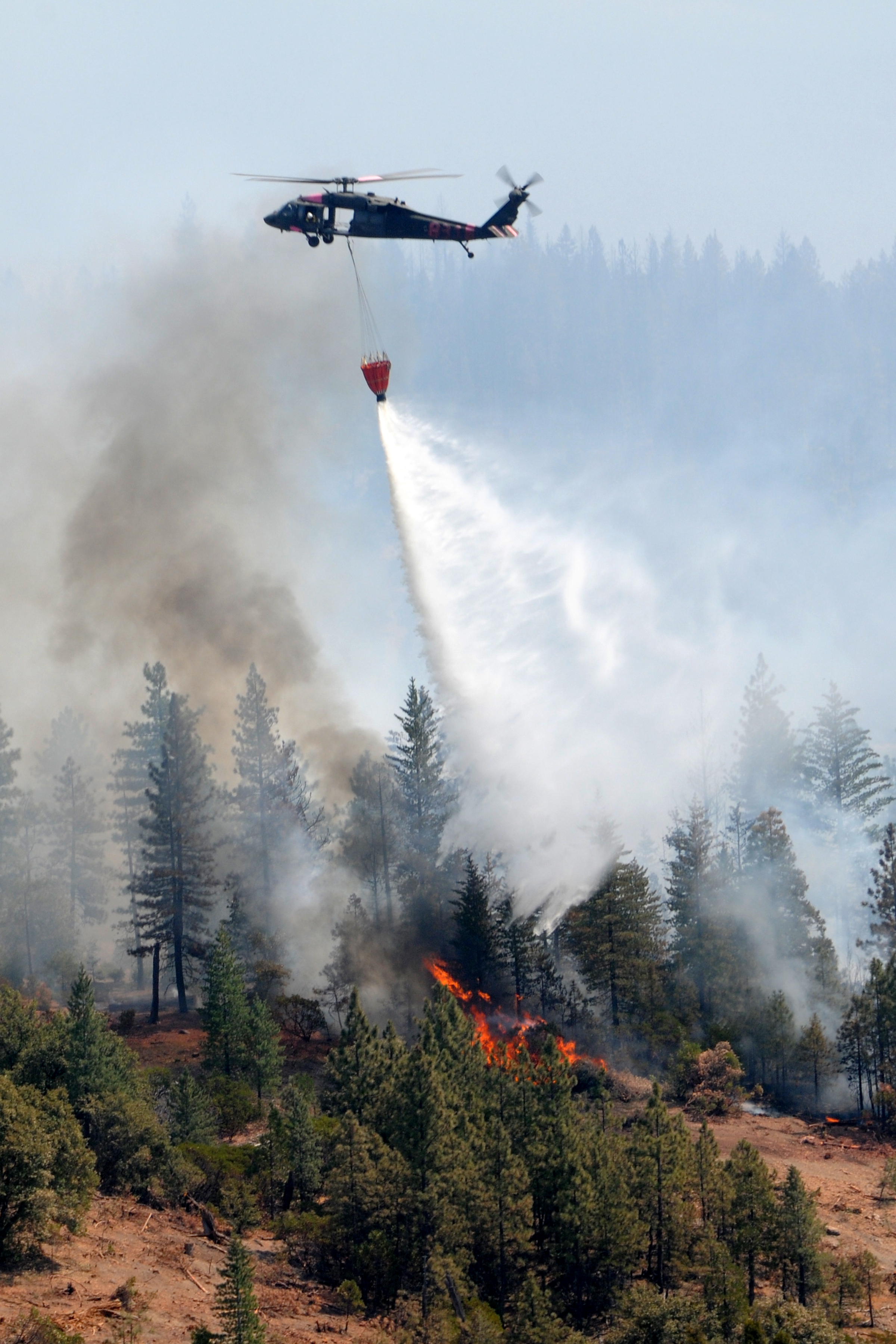
Helicóptero de la Guardia nacional de California en la lucha contra los incendios forestales.
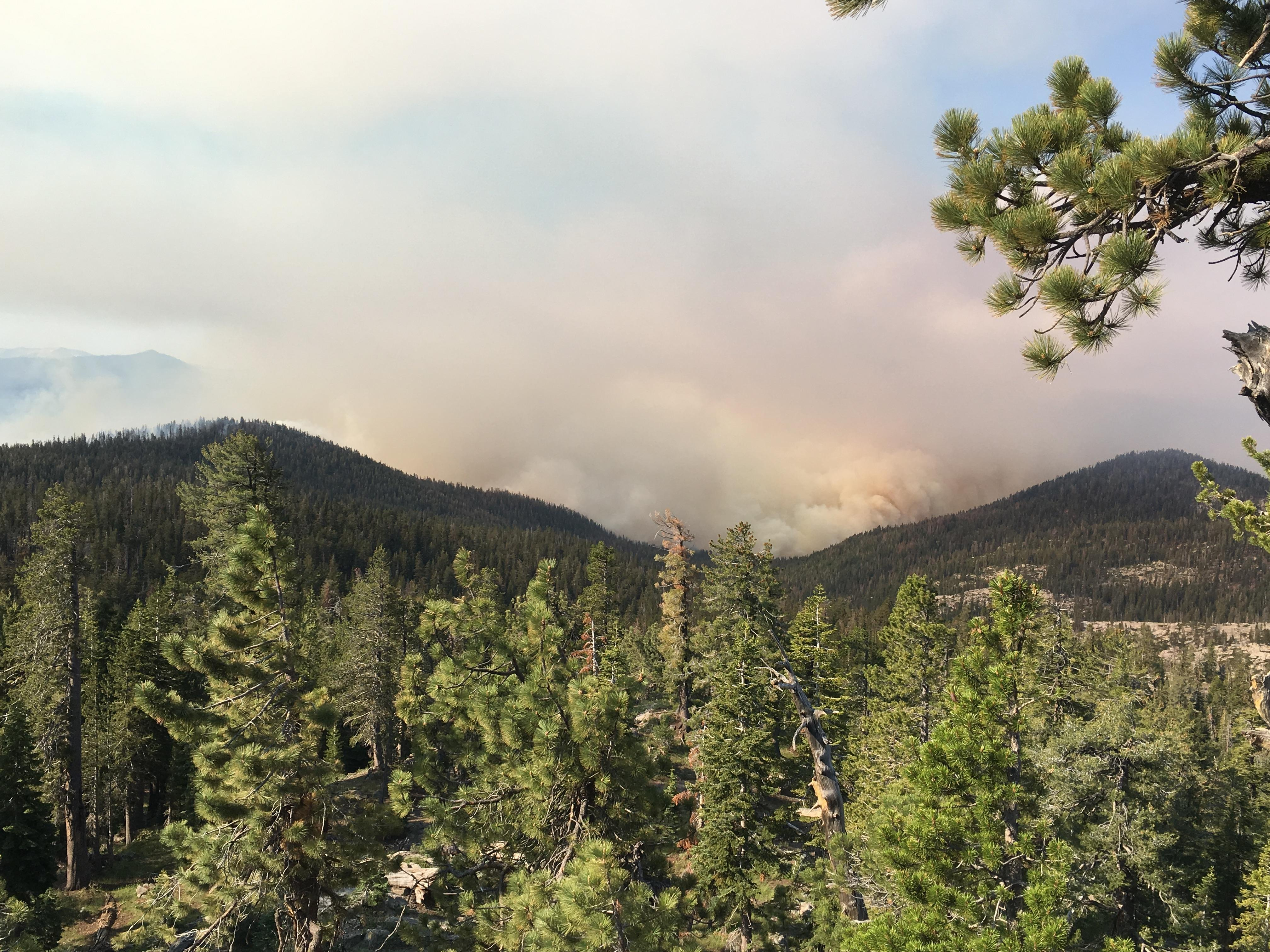
El fuego Lions en el bosque de Inyo, el 24 de junio de 2018.
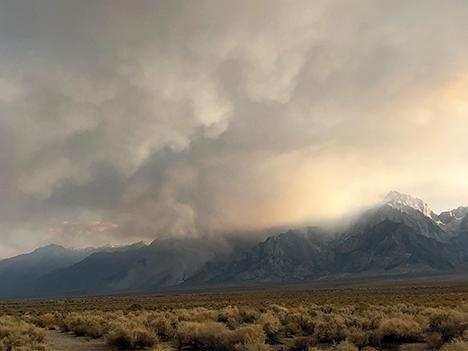
Georges Fire el 8 de julio de 2018.
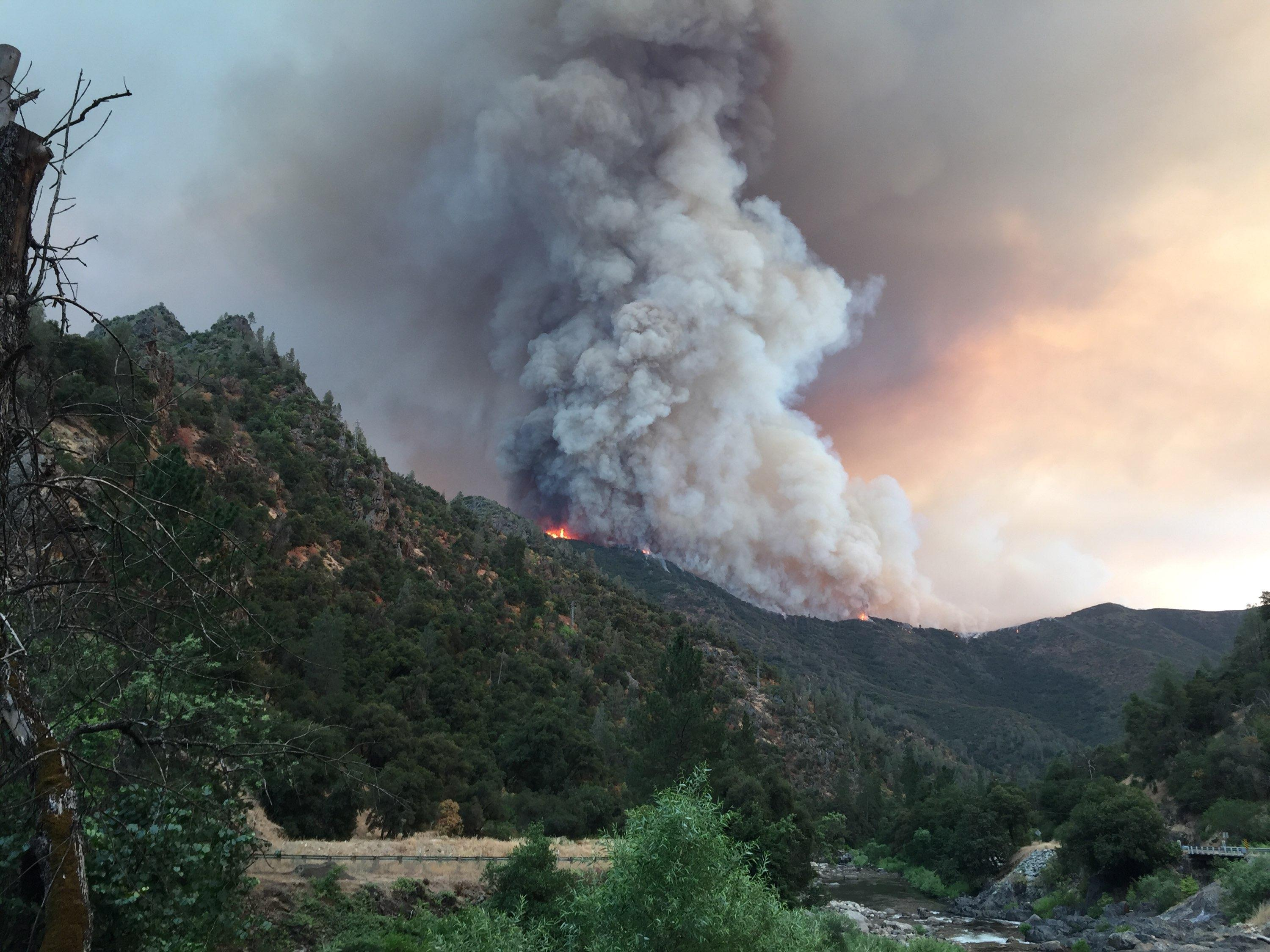
El fuego Ferguson cerca del Parque Nacional de Yosemite el 14 de julio de 2018.
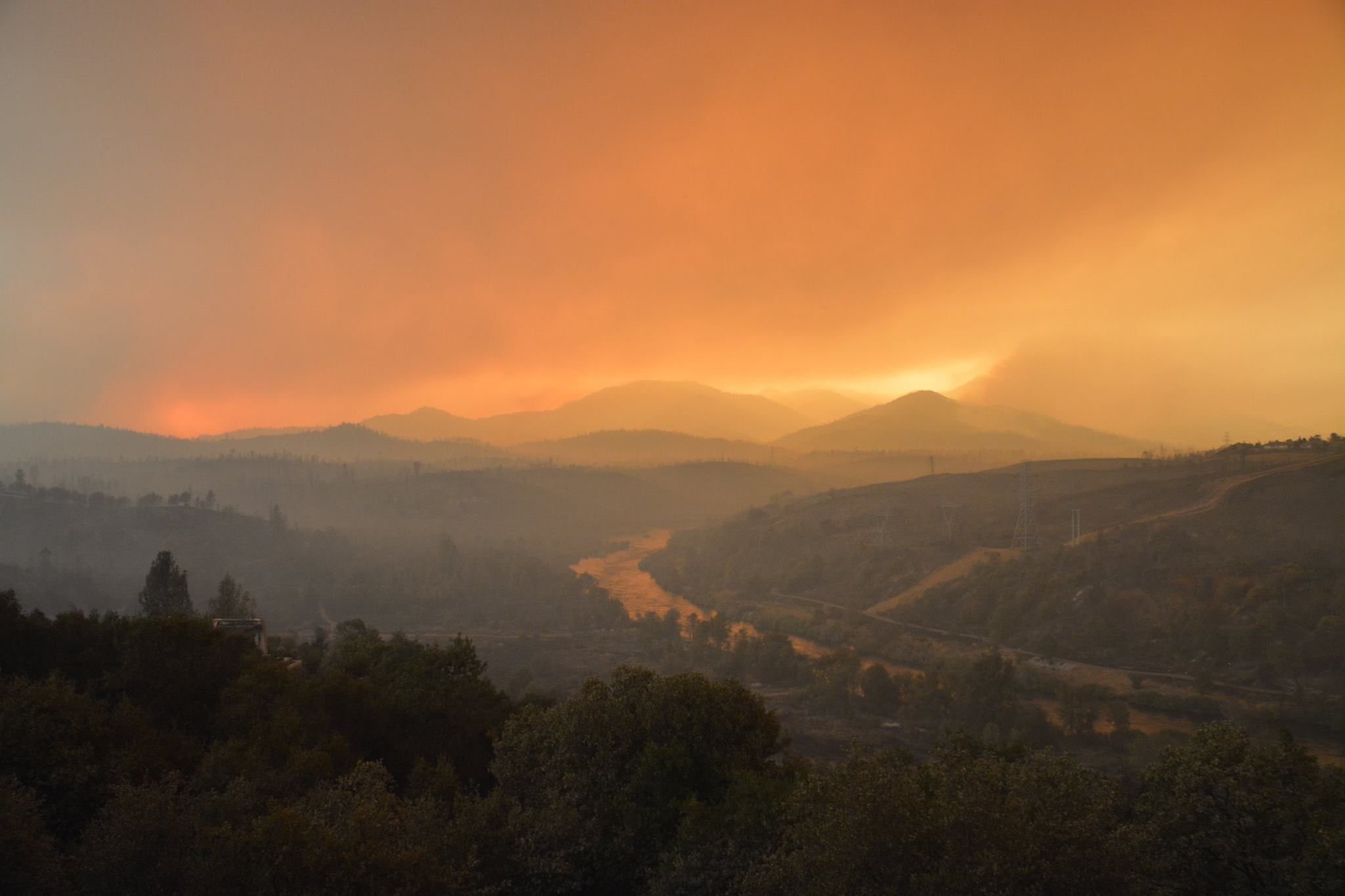
El incendio Carr el día 28 de julio 2018.
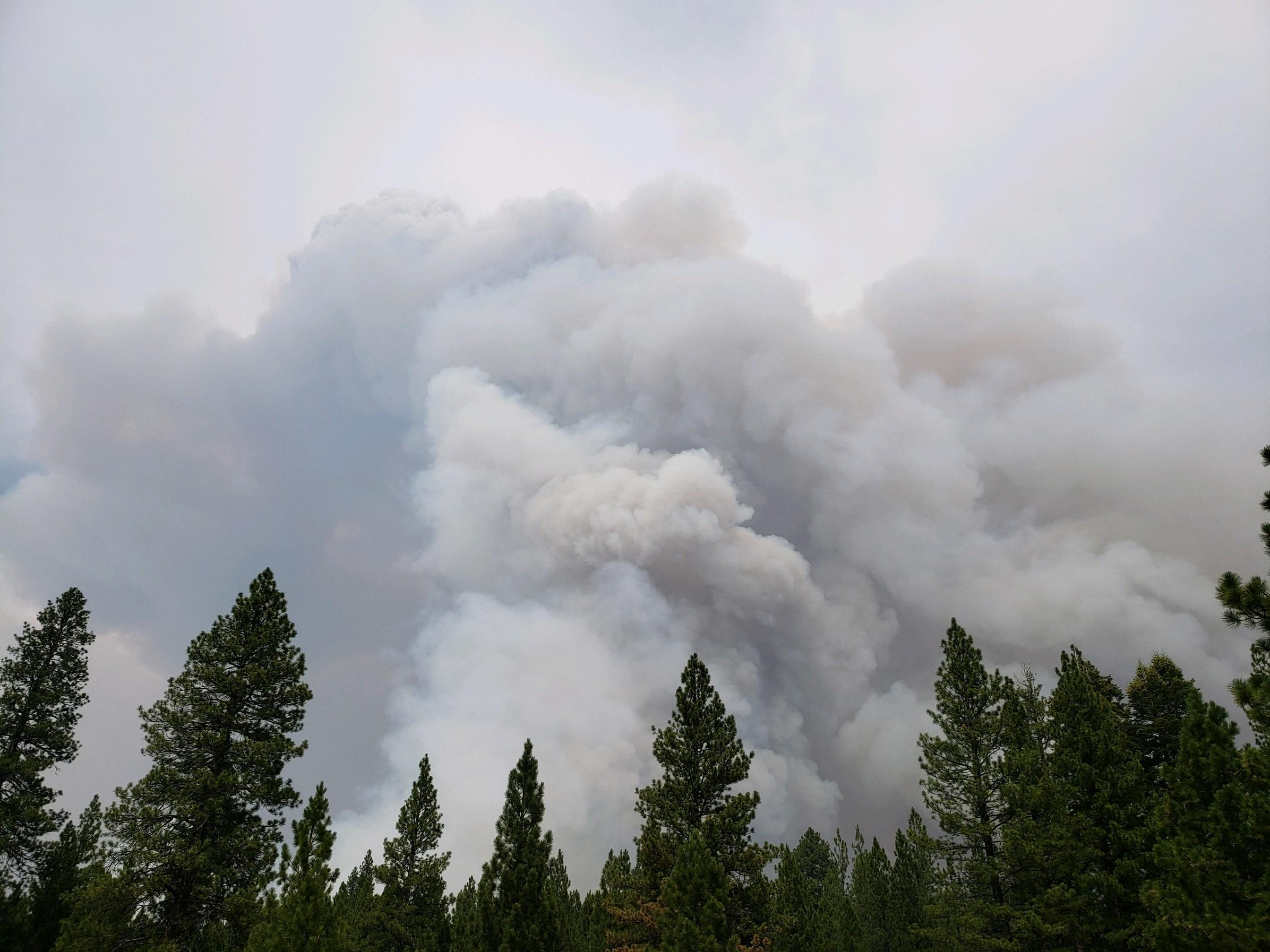
El Incendio Whaleback en 31 de julio de 2018.
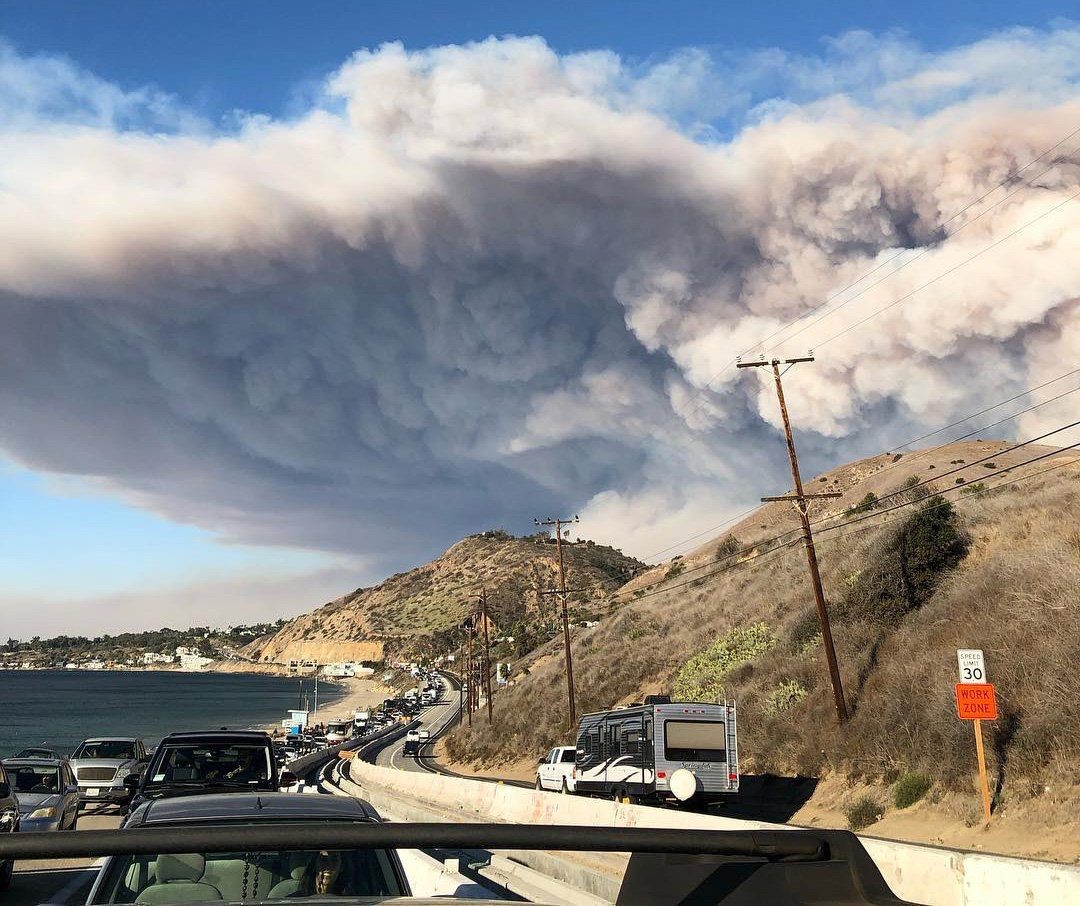
El 9 de noviembre, el fuego de Woolsey alcanzó Malibú.